# Raecius congoensis
Espèce
Raecius congoensis est une espèce d'araignées aranéomorphes de la famille des Udubidae.

## Distribution
Cette espèce est endémique du Nord-Kivu en République démocratique du Congo,. Elle se rencontre à Lulimbi sur le lac Édouard.

## Description
La femelle holotype mesure 15,73 mm.

## Étymologie
Son nom d'espèce, composé de congo et du suffixe latin -ensis, « qui vit dans, qui habite », lui a été donné en référence au lieu de sa découverte, la République démocratique du Congo .

## Publication originale
- Griswold, 2002 : A revision of the African spider genus Raecius Simon, 1892 (Araneae, Zorocratidae). Proceedings of the California Academy of Sciences, vol. 53, no 10, p. 117-149 (texte intégral).